# Ao Vivo no Maracanã
Ao Vivo no Maracanã é o terceiro álbum ao vivo da dupla brasileira Sandy & Junior, lançado em 20 de dezembro de 2002 pela Universal Music. É também o primeiro álbum duplo dos irmãos: uma das versões foi vendida junto com o CD Internacional Extras. 
Foram disponibilizadas duas versões: A simples e dupla; esta última acompanhada do CD de inéditas da carreira internacional. O show teve direção de Paulo Silvestrini e contou com doze bailarinos, doze músicos e duas backing vocals. Para o show que deu origem ao CD e DVD, o palco conta com 19m de boca, 15m de profundidade e 11m de altura. Nas laterais, foram colocados dois telões de 6m x 5m.

## Conteúdo
O disco 1 (Ao Vivo no Maracanã), gravado ao vivo em um show no estádio do Maracanã, Rio de Janeiro, no dia 12 de outubro de 2002, contou com um público de mais de 70 mil espectadores. O show foi filmado pela TV Globo e transmitido apenas duas horas depois, como um especial de Dia das Crianças. No repertório, além de canções da dupla, existem duas gravações solo de Sandy: "Como é Grande o Meu Amor Por Você", de Roberto Carlos, interpretada em voz e violão pela própria cantora, e "Uninvited", de Alanis Morissette, que traz Junior na bateria. O disco 2 (Internacional Extras), por sua vez, reúne versões internacionais e remixes das canções lançadas como faixas extras do CD Internacional nas edições estrangeiras do disco.

## Gravação
O show do DVD foi gravado no dia 12 de outubro de 2002; os irmãos se apresentaram com a turnê Sandy & Junior 2002 no estádio do Maracanã (imagem) para um público de 70 mil pessoas. Eles foram os primeiros artistas brasileiros a se apresentarem sozinhos no estádio.

## Divulgação
Para promover o álbum, foram lançados 4 singles promocionais, são eles:
- "Super-Herói (Não É Fácil)": foi lançada como primeiro single do álbum em 20 de dezembro de 2002. Esta canção já havia sido lançada como uma faixa bônus da edição brasileira do álbum Internacional (2002) da dupla, porém, não havia sido trabalhada.
- "Cai a Chuva / Me Diz / Citação: Não Posso Mais": é o segundo single do álbum, lançado em 24 de março de 2003.
- "Nada É por Acaso": foi lançada originalmente em 2001 no álbum de estúdio Sandy & Junior, sendo lançada como terceiro single em 18 de maio de 2003.
- "Como É Grande o Meu Amor por Você": quarto e último single do álbum, é uma regravação da canção do cantor brasileiro Roberto Carlos, lançada em 18 de julho de 2003.

## Desempenho comercial
A revista Billboard publicou uma nota dizendo que o álbum atingiu a posição de #12 entre os discos mais vendidos no Brasil em 1 de fevereiro de 2003. O disco vendeu mais de 450 mil cópias e, pouco depois, foi lançada a versão em DVD do show, que traz como extras seis videoclipes internacionais (três versões de Love Never Fails e três de Words Are Not Enough). O DVD foi certificado com disco de ouro (mais de 25 mil cópias) em 2004 pela PMB.

## Lista de faixas
| Ao Vivo no Maracanã – Edição padrão |                                                  |         |  |
| N.º                                 | Título                                           | Duração |  |
| 1.                                  | "Não Dá pra não Pensar"                          | 4:50    |  |
| 2.                                  | "Nada É por Acaso"                               | 4:21    |  |
| 3.                                  | "Super-Herói (Não É Fácil)"                      | 4:13    |  |
| 4.                                  | "Deixa Eu Tentar"                                | 4:53    |  |
| 5.                                  | "Quando Você Passa (Turu Turu)"                  | 3:51    |  |
| 6.                                  | "Uninvited"                                      | 4:46    |  |
| 7.                                  | "Como É Grande O Meu Amor Por Você"              | 2:49    |  |
| 8.                                  | "Enrosca"                                        | 3:31    |  |
| 9.                                  | "A Lenda"                                        | 4:37    |  |
| 10.                                 | "Words Are Not Enough"                           | 3:34    |  |
| 11.                                 | "Love Never Fails"                               | 4:10    |  |
| 12.                                 | "O Amor Faz"                                     | 4:35    |  |
| 13.                                 | "A Gente Dá Certo"                               | 4:17    |  |
| 14.                                 | "Cai a Chuva / Me Diz / Citação: Não Posso Mais" | 5:13    |  |
| Duração total:                      | Duração total:                                   | 59:47   |  |

| Ao Vivo no Maracanã – Disco 2: Internacional • Extras |                                                                           |         |  |
| N.º                                                   | Título                                                                    | Duração |  |
| 1.                                                    | "Until I See You Again"                                                   | 3:50    |  |
| 2.                                                    | "I Wanna Be Where You Are"                                                | 3:33    |  |
| 3.                                                    | "The Moon And The Deep Sea" (versão em inglês de "A Lenda")               | 4:25    |  |
| 4.                                                    | "L'amour...Ce Remede" (versão em francês de "Love Never Fails")           | 3:34    |  |
| 5.                                                    | "I Will Lift You Up" (versão em inglês de "As Quatro Estações")           | 3:58    |  |
| 6.                                                    | "Convence Al Corazón" (versão em espanhol de "Words Are Not Enough")      | 3:06    |  |
| 7.                                                    | "Tan Dentro De Tí" (versão em espanhol de "Whenever You Close Your Eyes") | 4:41    |  |
| 8.                                                    | "Muy Cerca De Tí" (versão em espanhol de "When You Need Somebody")        | 3:50    |  |
| 9.                                                    | "Le Pire Des Mots" (versão em francês de "Words Are Not Enough")          | 3:16    |  |
| 10.                                                   | "La Leyenda" (versão em espanhol de "A Lenda")                            | 4:26    |  |
| 11.                                                   | "El Amor No Fallará" (versão em espanhol de "Love Never Fails")           | 3:37    |  |
| 12.                                                   | "Words Are Not Enough" (Spanish Fly Remix)                                | 5:31    |  |
| 13.                                                   | "Love Never Fails" (Spanish Fly Club Mix)                                 | 6:05    |  |
| Duração total:                                        | Duração total:                                                            | 53:58   |  |

## Álbum de vídeo
O show foi posteriormente lançado em DVD, incluindo como extras making-of do projeto, galeria de fotos e videoclipes de canções do álbum Internacional.

### Lista de faixas
| N.º | Título                                           | Duração |  |
| 1.  | "Abertura"                                       | 0:23    |  |
| 2.  | "Não Dá pra não Pensar"                          | 4:11    |  |
| 3.  | "Nada É por Acaso"                               | 4:14    |  |
| 4.  | "Super-Herói (Não É Fácil)"                      | 4:13    |  |
| 5.  | "Deixa Eu Tentar"                                | 5:05    |  |
| 6.  | "Baby, Liga Pra Mim"                             | 3:44    |  |
| 7.  | "Quando Você Passa (Turu Turu)"                  | 3:46    |  |
| 8.  | "Uninvited"                                      | 4:27    |  |
| 9.  | "Como É Grande O Meu Amor Por Você"              | 2:44    |  |
| 10. | "Enrosca"                                        | 3:28    |  |
| 11. | "A Lenda"                                        | 5:09    |  |
| 12. | "Words Are Not Enough"                           | 3:34    |  |
| 13. | "When You Need Somebody / Muy Cerca de Ti"       | 4:05    |  |
| 14. | "Love Never Fails"                               | 4:12    |  |
| 15. | "O Amor Faz"                                     | 4:25    |  |
| 16. | "A Gente Dá Certo"                               | 4:27    |  |
| 17. | "Cai a Chuva / Me Diz / Citação: Não Posso Mais" | 5:17    |  |

### Extras
| Lista de faixas |                                                                                          |         |  |
| N.º             | Título                                                                                   | Duração |  |
| 1.              | "Fora de Cena"                                                                           |         |  |
| 2.              | "Videoclipe: "El Amor No Fallará" (versão em espanhol de "Love Never Fails")"            |         |  |
| 3.              | "Videoclipe: "O Amor Nos Guiará" (versão em português brasileiro de "Love Never Fails")" |         |  |
| 4.              | "Videoclipe: "L'amour… Ce Remede" (versão em francês de "Love Never Fails")"             |         |  |
| 5.              | "Videoclipe: "Words Are Not Enough"                                                      |         |  |
| 6.              | "Videoclipe: "Convence al Corazón" (versão em espanhol de "Words Are Not Enough")"       |         |  |
| 7.              | "Videoclipe: "Le Pire Des Mots" (versão em francês de "Words Are Not Enough")"           |         |  |
| 8.              | "Cliques (galeria de fotos)"                                                             |         |  |
| Duração total:  | Duração total:                                                                           | 124:27  |  |

## Formação da banda
- Sandy: voz e violão em "Como É Grande O Meu Amor Por Você"
- Junior: voz, direção musical, guitarra, violão, bateria (em Uninvited) e saxofone (em Cai a Chuva)
- André Vasconcellos: baixo
- Edson Guidetti e Vinícius Rosa: guitarras e violões
- Otávio de Moraes: bateria e direção musical
- Beto Paciello: teclados
- James Muller: percussão
- Tubarão: DJ
- Milton Guedes: saxofone, flauta, harmônica e vocais
- Tatiana Parra e Daniela Mônaco: backing vocals

## Tabelas

### Tabelas anuais
| Tabela musical (2002) | Melhor posição |
| --------------------- | -------------- |
| Brasil (ABPD)         | 10             |

## Certificações e vendas
| Região                                                                                             | Certificação | Unidades/Vendas |
| -------------------------------------------------------------------------------------------------- | ------------ | --------------- |
| Brasil (Pro-Música Brasil)                                                                         | Platina      | 450,000         |
| Brasil (Pro-Música Brasil) DVD                                                                     | Ouro         | 25,000*         |
| *números de vendas baseados somente na certificação ^distribuições baseadas apenas na certificação |              |                 |